# آلما آدامکینه
آلما آدامکینه (انگلیسی: Alma Adamkienė؛ زادهٔ ۱۰ فوریهٔ ۱۹۲۷ – درگذشتهٔ ۲۱ مه ۲۰۲۳) سیاست‌مدار اهل لیتوانی بود. وی همسر والداس آدامکوس رئیس‌جمهور سابق لیتوانی بود.